# Championnats d'Europe de gymnastique aérobic 1999
Navigation
Édition suivante
Les championnats d'Europe de gymnastique aérobic 1999, première édition des championnats d'Europe de gymnastique aérobic, ont eu lieu du 3 au 5 décembre 1999 à Birmingham, au Royaume-Uni.

## Results
| Event     | Or                   | Argent                          | Bronze                    |
| --------- | -------------------- | ------------------------------- | ------------------------- |
| Hommes    | Olivier Florid (FRA) | Halldör Birgir Johannsson (ISL) | Claudiu Moldovan (ROU)    |
| Femmes    | Giovanna Lecis (ITA) | Izabela Lacatus (ROU)           | Ludmilla Kovatcheva (BUL) |
| Duo mixte | Russie               | France                          | Roumanie                  |
| Trio      | Roumanie             | France                          | Hongrie                   |
| Groupe    | Roumanie             | Hongrie                         | France                    |